# Linnamäe (Võru)
Linnamäe (Duits: Linnamäggi) is een plaats in de Estlandse gemeente Võru vald, provincie Võrumaa. De plaats telt 81 inwoners (2021).
Linnamäe heeft de status van dorp (Estisch: küla). Tot in oktober 2017 hoorde Linnamäe bij de gemeente Sõmerpalu. In die maand werd Sõmerpalu bij de gemeente Võru vald gevoegd.
De plaats ligt aan de Tugimaantee 69, de secundaire weg van Võru via Sangaste naar Tõrva.

## Geschiedenis
Linnamäe was oorspronkelijk een veldnaam op het landgoed Uelzen (Vaabina). De naam Linnamäe betekent ‘burchtheuvel’; in de middeleeuwen had Uelzen een slot. Het slot lag echter niet in Linnamäe en stond niet bekend onder die naam. In 1720 was Linnamäe een boerderij onder de naam Linamae Jurri. In 1748 werd Linnamäe een apart landgoed en in 1756 werd het verkocht. Vanaf dat moment was het in handen van de familie von Maydell. De laatste eigenaar voor de onteigening door het onafhankelijk geworden Estland in 1919 was Eduard von Maydell.
Het landhuis van het landgoed werd gebouwd in 1847. Het bestond uit een toren met aan weerszijden een vleugel. Alleen de linkervleugel is bewaard gebleven. Het gebouw is na de Tweede Wereldoorlog in gebruik geweest als bijpostkantoor en winkel en kwam ten slotte in particuliere handen. Alle bijgebouwen zijn verdwenen. In de omgeving van het landhuis ligt nog wel het familiekerkhof van de von Maydells.
Een nederzetting op het voormalige landgoed ontstond pas in de jaren twintig van de 20e eeuw. Rond 1950 kreeg deze de naam Mõisaküla. In 1977 kwam de naam Linnamäe terug.

## Foto's

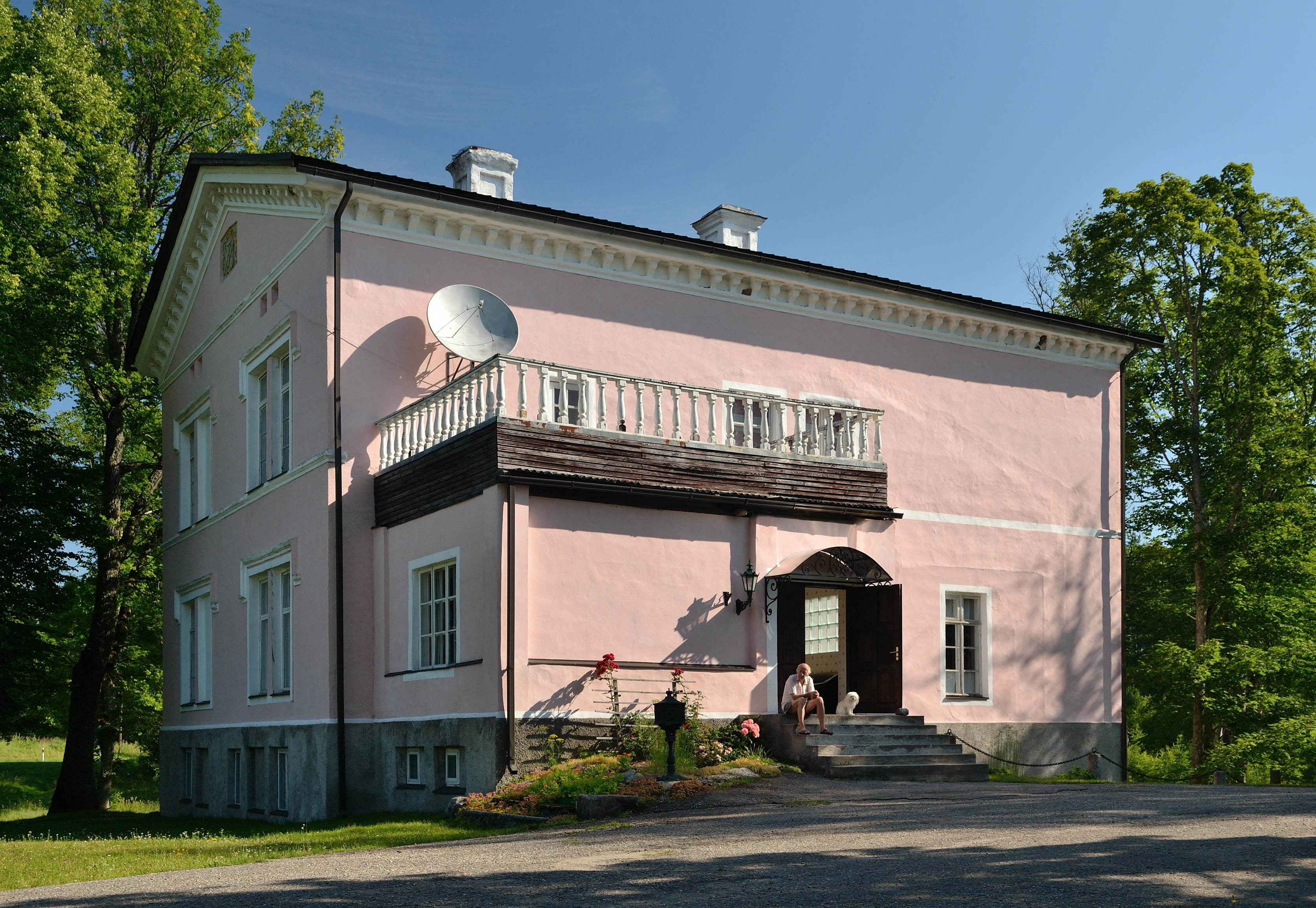
Het landhuis van Linnamäe
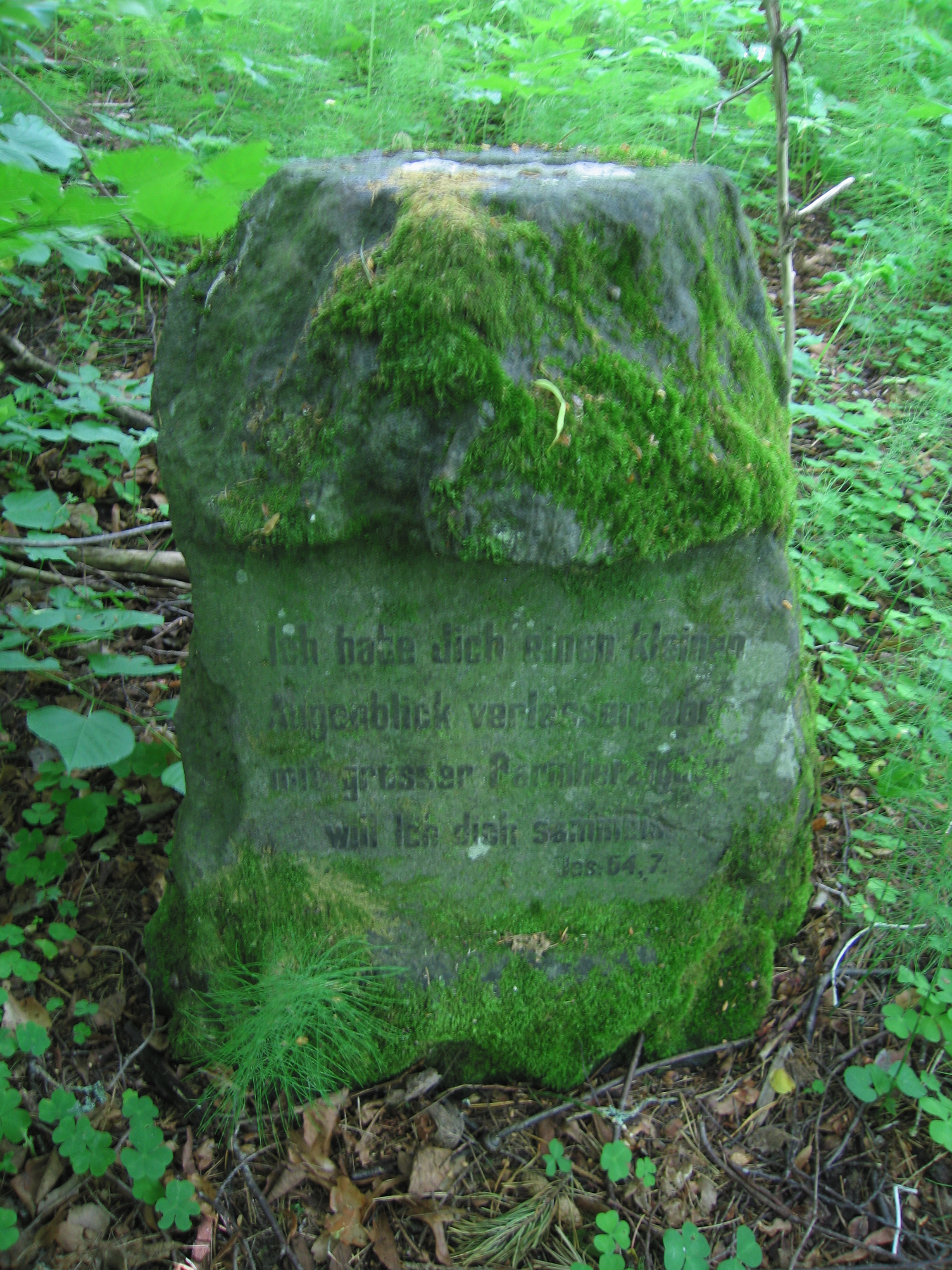
Monument op het kerkhof van de Maydells met Jesaja 54:7